# Cabeço da Junqueira
O Cabeço da Junqueira é uma elevação portuguesa localizada no concelho da Madalena, ilha do Pico, arquipélago dos Açores.
Este acidente geológico tem o seu ponto mais elevado a 690 metros de altitude acima do nível do mar.